# Apollo 3
Apollo 3 is een Duitse tiener-poprock-band bestaande uit Dario Alessandro Barbanti-Flick (Keulen, 5 januari 1996), Henry Horn (Keulen, 25 juni 1997) en Marvin Schlatter (Keulen, 25 augustus 1996). 

## Geschiedenis

### 2006 - 2009: Oprichting en eerste album
De band is in 2006 opgericht door Niko Floss, die getipt werd door de klasselerares van de jongens. In 2009 verscheen hun eerste album genaamd Apollo 3. Op dit album staat ook hun eerste single, de titelsong van de film Vorstadtkrokodile: Superhelden.

### 2010: Tweede album en filmrollen
In 2010 verschijnt hun tweede album genaamd 2010. Op dit album staan 10 nummers die ook al op het album Apollo 3 stonden en 4 nieuwe nummers.
De jongens worden ook gecast voor de film Teufelskicker. Henry speelt de hoofdrol en Dario en Marvin spelen een bijrol. Ook mogen zij de titelsong Diabolisch leveren.

### 2011: Filmmuziek
In 2011 verschijnt de zelfgeschreven single Überflieger, wat de titelsong is van de film Löwenzahn – Das Kinoabenteuer.

### 2012 - 2013: Het derde album
In 2012 wordt tijdens concerten nieuwe nummers gespeeld die nog op geen enkel album staan: Limit en Wir sehn uns dann am Meer. Zomer 2013 verschijnt het nummer Wir sehn uns dann am Meer. In september verschijnt nog een derde voorloper: Feirer dein Leben. Eind september verschijnt hun derde album, welke dezelfde naam draagt als hun laatste single. 

## Discografie

### Singles
| Single met eventuele hitnotering(en) in de Nederlandse Top 40 | Datum van verschijnen | Datum van binnenkomst | Hoogste positie | Aantal weken | Opmerkingen                 |
| ------------------------------------------------------------- | --------------------- | --------------------- | --------------- | ------------ | --------------------------- |
| Superhelden                                                   | 2009                  |                       |                 |              | Titelsong Vorstadtkrokodile |
| Startschuss                                                   | 2009                  |                       |                 |              |                             |
| Chaos                                                         | 2010                  |                       |                 |              |                             |
| Unverwundbar                                                  | 2010                  |                       |                 |              |                             |
| Überflieger                                                   | 2011                  |                       |                 |              |                             |
| Wir sehn uns dann am Meer                                     | 2013                  |                       |                 |              |                             |
| Feier dein Leben                                              | 2013                  |                       |                 |              |                             |

## Albums
| Album met eventuele hitnotering(en) in de Nederlandse Album Top 100 | Datum van verschijnen | Datum van binnenkomst | Hoogste positie | Aantal weken | Opmerkingen |
| ------------------------------------------------------------------- | --------------------- | --------------------- | --------------- | ------------ | ----------- |
| Apollo 3                                                            | 2009                  |                       |                 |              |             |
| 2010                                                                | 2010                  |                       |                 |              |             |
| Feier Dein Leben                                                    | 2013                  |                       |                 |              |             |